# Trang Liệt Vương hậu
Trang Liệt Vương hậu (chữ Hán: 莊烈王后; Hangul: 장렬왕후; 16 tháng 12, năm 1624 - 20 tháng 9, năm 1688), còn có cách gọi thông dụng Từ Ý Đại phi (慈懿大妃), là vị Vương hậu thứ hai của Triều Tiên Nhân Tổ. Trong thời gian làm Kế chính phi của Nhân Tổ đại vương, bà không sinh được một người con nào cho ông.
Bà trải qua địa vị cao quý trong Hậu cung như Vương phi, Vương đại phi rồi Đại vương đại phi dù thực tế bà không có quan hệ huyết thống nào với Triều Tiên Hiếu Tông, Triều Tiên Hiển Tông và Triều Tiên Túc Tông, cũng là vị Vương hậu trải qua nhiều đời quân chủ nhất trong lịch sử nhà Triều Tiên. Bà có vai trò quan trọng trong việc Trương Hy tần có thể nhập cung và trở thành sủng thiếp của Túc Tông đại vương.

## Tiểu sử
Trang Liệt vương hậu xuất thân từ Dương Châu Triệu thị (楊州趙氏), sinh ngày 7 tháng 11 (tức ngày 16 tháng 12 dương lịch) vào năm Triều Tiên Nhân Tổ thứ 2 (1624), là con gái của Hán Nguyện phủ viện quân Triệu Xương Viễn (漢原府院君趙昌遠) và Hoàn Sơn phủ phu nhân Thôi thị ở Toàn Châu (完山府夫人全州崔氏).
Năm 1638, Nhân Liệt Vương hậu của Nhân Tổ đại vương qua đời, Triệu thị khi đó được 14 tuổi trở thành Kế phi (繼妃) của nhà vua, tính ra khi đó nhà vua đã 43 tuổi. Trong thời gian làm Trung điện, bà không được lâm hạnh mà Nhân Tổ dành thời gian sủng ái Triệu Quý nhân, một hậu cung tần ngự có nhan sắc mê hoặc và vô cùng hiểm độc. Khi bà 19 tuổi, đột nhiên ngã bệnh, Triệu Quý nhân đã tung tin đồn rằng đó là bệnh truyền nhiễm, khiến Nhân Tổ tin là thật và định ra chỉ buộc Kế phi Triệu thị phải ra Xương Đức cung để cách li. Khi ấy, chỉ có Phụng Lâm đại quân ngày ngày đều đến cung chăm sóc cho Kế phi.
Năm 1649, Nhân Tổ đại vương thăng hà, Hiếu Tông đại vương kế vị, Kế phi Triệu thị được tôn làm Từ Ý Vương đại phi (慈懿王大妃), khi đó bà được 25 tuổi. Tuy không sinh ra Hiếu Tông, và bản thân Hiếu Tông hơn tuổi Đại phi nhiều, nhưng nhà vua vẫn rất cung kính Đại phi, xem như kế mẫu.
Năm 1659, Hiếu Tông thăng hà, Từ Ý đại phi được Hiển Tông đại vương tấn tôn làm Từ Ý Cung Thuận Đại vương đại phi (慈懿恭慎大王大妃). Khi Hiếu Tông thăng hà, trong triều bắt đầu tranh luận việc Đại vương đại phi sẽ vận phục tang như thế nào, dần dần trở thành vấn đề khiến các đảng phái cấu xé nhau. Chủ yếu là vì Hiếu Tông là con thứ của Nhân Tổ, không phải con đích trưởng như Chiêu Hiển Thế tử, không thể theo lễ thường để tang 3 năm, sử gọi là Kỉ Hợi lễ tụng (己亥禮訟). Năm 1674, Nhân Tuyên Vương hậu Trương thị qua đời, tang phục của Đại vương đại phi từ 1 năm trở thành 9 tháng (Đại công phục; 大功服), quan viên các phái tiếp tục tranh luận vấn đề này, sử gọi là Giáp Dần lễ tụng (甲寅禮訟).
Năm 1674, Triều Tiên Túc Tông lên kế vị, tôn hiệu cho Đại vương đại phi Triệu thị thành Từ Ý Cung Thuận Huy Hiến Khang Nhân Thục Mục Đại vương đại phi (慈懿恭慎徽獻康仁淑穆大王大妃), trở thành vị Đại vương đại phi tại vị qua 4 đời quốc vương nhà Triều Tiên. Bà được Túc Tông hết sức kính trọng, dù sinh mẫu của nhà vua là Hiển Liệt Vương đại phi Kim thị xem thường bà và tỏ ra chuyên quyền, vì Đại vương đại phi không có bất cứ quan hệ máu mủ nào với nhà vua dù có phân vị cao quý nhất. Bà đã giúp Túc Tông đưa Trương Hy tần trở về cung và sủng ái nàng ta.
Năm Túc Tông thứ 14 (1688), ngày 26 tháng 8 (tức ngày 20 tháng 9 dương lịch), Đại vương đại phi Triệu thị qua đời ở Nội Ban viện (內班院), Xương Khánh cung, hưởng thọ 63 tuổi. Bà được dâng thụy là Trang Liệt (莊烈), sau nhiều đợt tôn phong thì toàn xưng là: Từ Ý Cung Thuận Huy Hiến Khang Nhân Thục Mục Trinh Túc Ôn Huệ Trang Liệt Vương hậu (慈懿恭慎徽獻康仁淑穆貞肅溫惠莊烈王后), an táng ở Huy lăng (徽陵).

## Gia quyến
- Cao tổ phụ: Triệu Liên Tôn (趙連孫), con trai của Hán Xuyên úy Triệu Vô Cường (趙無彊; 1488 - 1541) và Thục Huệ ông chúa (淑惠翁主), con gái của Triều Tiên Thành Tông.
- Cao tổ mẫu: An Đông Quyền thị (安東權氏), tặng Trinh phu nhân (貞夫人).
  - Tằng tổ phụ: Triệu Lãm (趙擥)
  - Tằng tổ mẫu: Khánh Châu Lý thị (慶州李氏), tặng Trinh Kính phu nhân (貞敬夫人).
    - Tổ phụ: Triệu Tồn Tính (趙存性; 1554 - 1628).
    - Tổ mẫu: Long Nhân Lý thị (龍仁李氏), tặng Trinh Kính phu nhân (貞敬夫人).
      - Bá phụ: Triệu Tông Viễn (趙宗遠).
      - Thân phụ: Triệu Xương Viễn (趙昌遠; 1583 - 1646), tước hiệu Hán Nguyện phủ viện quân (漢原府院君).
      - Thân mẫu: Toàn Châu Thôi thị (全州崔氏, 1583 - 1663), tước hiệu Hoàn Sơn phủ phu nhân (完山府夫人). Con gái của Đại tư gián, tặng Tả tán thành Thôi Thiết Kiên (崔鐡堅) và Tấn Dương Trịnh thị (晉陽鄭氏).
        - Anh trai: Triệu Dận Tích (趙胤錫).
        - Chị gái: Phu nhân Triệu Thọ Nhậm (趙壽任), lấy Thân Dực Toàn (申翊全), em trai của Đông Dương úy Thân Dực Thánh (申翊聖).
        - Chị gái: Phu nhân Triệu Chung Nhậm (趙終任), lấy Hàn Đỉnh Tương (韓鼎相).

      - Thúc phụ: Triệu Khải Viễn (趙啓遠; 1592 - 1670).
        - Anh họ: Triệu Tấn Tích (趙晉錫), Triệu Quy Tích (趙龜錫), Triệu Hi Tích (趙禧錫).
        - Em họ: Triệu Sư Tích (趙師錫), Triệu Gia Tích (趙嘉錫).

## Trong văn hoá đại chúng
Được diễn bởi Go Won-hee trong bộ phim War of Flowers (Cuộc chiến nội cung), JTBC 2013.
Được diễn bởi Lee Chun Hyo trong bộ phim Jang Ok Jung, live in love (Tình sử Trương Ngọc Trinh).